# Sirene Milano
Le Sirene Milano sono la squadra femminile di football americano di Milano. Fondato nel 2012, il team è la squadra femminile dei Seamen Milano.
La compagine milita attualmente nel CIFAF, il Campionato Italiano di Football Americano Femminile e nel campionato F3 di flag football femminile.

## Storia
Il team è nato nel gennaio 2012 come evoluzione delle Vichinghe, squadra pionieristica del football femminile anch'essa affiliata ai Seamen Milano.

### 2013
Nell'Aprile 2013 le Sirene diventano una tra le prime squadre a disputare un campionato ufficiale in Italia. Per l'occasione si uniscono alle Tempeste di Busto Arsizio, ed è appunto con il nome di “Tempeste & Sirene” che partecipano al primo Campionato Italiano di Football Americano Femminile (CIFAF) organizzato dalla Fidaf. Le squadre giocano sette contro sette.

### 2014
Nel 2014 le Sirene partecipano al loro 2º Campionato Italiano di Football Americano Femminile, subendo la sconfitta delle Neptunes Bologna in semifinale, a un passo dal Rose Bowl.

### 2015
Per il campionato 2015, le Sirene scendono in campo insieme alle Squaw di Verona, team femminile dei Redskins Verona, e alle Nyx Cernusco sul Naviglio, la compagine femminile dei Daemons Cernusco. Nato per permettere alle tre società di affrontate il campionato con una struttura più stabile, il progetto di collaborazione prende il nome di One Team. La squadra nero-verde vince ogni incontro della regular season, giocata nel girone nord, fino ad arrivare al III Rose Bowl, vinto per 6-43 contro le Neptunes Bologna.

### 2016
Per il secondo anno di collaborazione, One team batte le Neptunes Bologna e conquista la vittoria nel IV Rose bowl tenutasi l'8 luglio nello Stadio comunale "Orogel Stadium Dino Manuzzi" di Cesena, con un punteggio di 19-18 per le milanesi nel primo “back to back” della loro storia.

### 2017
Per il V titolo del Rosebowl disputato da soli 4 team, mantenendo la solita forma del campionato a bowl, Le One Team affrontano in finale le Underdogs Bologna in un caldo pomeriggio estivo e, dopo una gara molto combattuta, le milanesi battono le avversarie peri 34-14, punteggio che vale al Team milanese il suo terzo scudetto consecutivo.

### 2018/2019
Dopo un anno e mezzo di stop dal campionato causa spostamento calendario dai mesi primaverili a quelli autunnali, le milanesi tornano a giocare sotto il nome di "Sirene Milano". Dopo una perfect regular season in cui non hanno subito alcun punto, le Sirene vincono il Rosebowl disputato il 5 Gennaio 2019 a Firenze contro le avversarie Underdogs, aggiudicandosi per la prima volta il titolo individualmente e confermandosi per la quarta volta campionesse d'Italia.

### 2019/2020
Nella stagione 2019 del CIFAF partecipano cinque squadre, con la conferma delle Sirene sotto la maglia blue navy a cui si aggiungono le Arciere Asti in supporto. Le Sirene lottano con orgoglio, dando prova di caparbietà finendo però per cedere al cospetto delle Apuania Unicorns nella combattutissima Semifinale svoltasi a Massa: finisce 28 a 18 per le massesi che si aggiudicano il posto per la finale. Per le milanesi resta solo il conforto di una buona prestazione.

### 2020/2021: La Coppa Italia
Dopo un anno e mezzo di stop dal campionato causa COVID-19, lo stadio "Vitali" di Massa ha ospitato il bowl di Coppa Italia organizzato dalla società White Tigers per conto della FIDAF. In gara a dettar legge, sotto la guida del coach Markus Meier, sono state le Sirene Milano che hanno vinto tutti e tre gli incontri. Nel primo match hanno superato le Pirates Savona per 22 a 0. Si sono, quindi, imposte sia con l'Apuania Unicorns Massa (46 - 0) che con le White Tigers che hanno dato forfait dopo un tempo (32 - 0). A giocare la finale del 23 Luglio nello stadio "Loris Rossetti" di Cecina, sono dunque le Sirene Milano contro le Pirates Savona.
Sin da subito le Pirates hanno faticato contro le ragazze milanesi; il primo quarto finisce infatti 12-0, mentre nel secondo, quando le liguri stavano cominciando a macinare terreno, sono costrette a rinunciare alla loro QB che lascia il campo per infortunio. Il secondo quarto finisce come il primo, con altri due TD delle Sirene; le due squadre rientrano negli spogliatoi sul 24-0.Nel secondo tempo la musica non cambia: con lanci e corse le Sirene continuano a entrare nella end-zone, mentre le Savonesi continuano a far fatica. Nell'ultimo quarto però vediamo comparire le Pirates sul tabellone: con una finta su un punt colgono di sorpresa la difesa delle Sirene e riescono a varcare la zona di meta.
La partita si conclude con un sonoro 54-6, con la DE delle Sirene Angelica Vannozzi che viene premiata MVP.

### 2021/2022: Campionato CIFAF
La stagione inizia con un sodalizio forte del team con il secondo team di Milano: le Deamons di Cernusco sul Naviglio. Dopo un campionato pieno di ostacoli dovuti ai protocolli COVID, ha visto le milanesi trionfare in 3 partite sulle 4 disputate contro Arciere Asti, Pirates Savona e Underdogs AU Bologna, contro le quali al termine della stagione regolare, le Sirenesi ritrovano con una vittoria e una sconfitta.La sfida finale del campionato italiano femminile di football americano si è svolta al CS Bernardi di Bologna contro le padrone di casa, le Underdogs. Nel ‘tempio’ del football americano italiano è andata in scena una partita avvincente tra due squadre equilibrate e ricche di talento, avvezze a questo tipo di appuntamento avendo giocato più volte la finale, una contro l’altra. La squadra milanese si aggiudica l’ottava edizione del Rose Bowl con un punteggio di 16-0, sottraendo il titolo alle campionesse uscenti e diplomandosi le nuove regine d’Italia. MVP del Rose Bowl: Giulia Fanella, QB Sirene Milano

### 2022: Campionato F3 Flag Football
Nel 2022, dopo aver giocato sotto altre squadre, le Sirene partecipano per la prima volta al campionato F3 di flag football.
L'esordio è avvenuto allo "Skorpion Field" di Vedano Olona.

## Riconoscimenti individuali
- 2014 Trofeo Erika Lazzari - Erica Nicola
- 2015 Trofeo Erika Lazzari - Ilaria Adami (One Team)
- 2016 Trofeo Erika Lazzari - Ilaria Adami (One Team)
- 2018 MVP - Erica Nicola (RB, Sirene Milano).
- 2021 MVP - Angelica Vannozzi (DE, Sirene Milano)
- 2022 MVP - Giulia Fanella (QB, Sirene Milano)

## Dettaglio stagioni

### CIFAF
| Stagione | regular season | regular season | regular season | regular season | regular season | regular season | playoff | playoff | playoff | playoff | playoff | playoff     | playoff           |
|          | Vin            | Par            | Per            | Tot            | PF             | PS             | Vin     | Per     | Tot     | PF      | PS      | risultato   | avversaria        |
| -------- | -------------- | -------------- | -------------- | -------------- | -------------- | -------------- | ------- | ------- | ------- | ------- | ------- | ----------- | ----------------- |
| 2014     | 2              | 0              | 1              | 3              | 110            | 71             | 0       | 1       | 1       | 18      | 19      | Semifinale  | Neptunes Bologna  |
| 2016     | 3              | 0              | 1              | 4              | 68             | 39             | 1       | 0       | 1       | 19      | 18      | Campionesse | Neptunes Bologna  |
| 2018     | 4              | 0              | 0              | 4              | 122            | 0              | 2       | 0       | 2       | 48      | 20      | Campionesse | Underdogs Bologna |
| 2019     | 2              | 0              | 2              | 4              | 98             | 84             | 0       | 1       | 1       | 18      | 28      | Semifinale  | Apuania Unicorns  |
| 2021     | 3              | 0              | 1              | 4              | 152            | 32             | 1       | 0       | 1       | 16      | 0       | Campionesse | Underdogs Bologna |
| Totale   | 14             | 0              | 5              | 19             | 550            | 226            | 4       | 2       | 6       | 119     | 85      |             |                   |

Fonte: Enciclopedia del Football - A cura di Roberto Mezzetti

### Coppa Italia
| Stagione | regular season | regular season | regular season | regular season | regular season | regular season | playoff | playoff | playoff | playoff | playoff | playoff     | playoff        |
|          | Vin            | Par            | Per            | Tot            | PF             | PS             | Vin     | Per     | Tot     | PF      | PS      | risultato   | avversaria     |
| -------- | -------------- | -------------- | -------------- | -------------- | -------------- | -------------- | ------- | ------- | ------- | ------- | ------- | ----------- | -------------- |
| 2021     | 3              | 0              | 0              | 3              | 100            | 0              | 1       | 0       | 1       | 54      | 6       | Campionesse | Pirates Savona |
| Totale   | 3              | 0              | 0              | 3              | 100            | 0              | 1       | 0       | 1       | 54      | 6       |             |                |

Fonte: Enciclopedia del Football - A cura di Roberto Mezzetti

### Campionato F3 Flag Football
| Stagione | Regular Season | Regular Season | Regular Season | Regular Season | Regular Season | Regular Season | Playoff | Playoff | Playoff | Playoff | Playoff | Playoff   | Playoff    |
|          | Vin            | Par            | Per            | Tot            | PF             | PS             | Vin     | Per     | Tot     | PF      | PS      | risultato | avversaria |
| -------- | -------------- | -------------- | -------------- | -------------- | -------------- | -------------- | ------- | ------- | ------- | ------- | ------- | --------- | ---------- |
| 2022     | 2              | 0              | 4              | 6              | 148            | 171            | 0       | 0       | 0       | 0       | 0       |           |            |
| Totale   | 2              | 0              | 4              | 6              | 148            | 171            | 0       | 0       | 0       | 0       | 0       |           |            |

'

### Riepilogo fasi finali disputate
| Anno             | Luogo   | Evento                        | Fase del torneo | Incontro                           | Risultato |
| 15 giugno 2014   | Ferrara | CIFAF                         | Semifinale      | Neptunes Bologna - Sirene Milano   | 19 - 18   |
| 30 maggio 2016   | Cesena  | CIFAF                         | Rose Bowl       | Neptunes Bologna - One Team Milano | 18 - 19   |
| 5 gennaio 2019   | Firenze | CIFAF                         | Rose Bowl       | Sirene Milano - Underdogs Bologna  | 19 - 6    |
| 14 dicembre 2019 | Massa   | CIFAF                         | Semifinale      | Apuania Unicorns - Sirene Milano   | 28 - 18   |
| 23 luglio 2021   | Cecina  | Coppa Italia Tackle Femminile | Finale          | Sirene Milano - Pirates Savona     | 54 - 6    |
| 30 gennaio 2022  | Bologna | CIFAF                         | Rose Bowl       | Sirene Milano - Underdogs Bologna  | 16 - 0    |

## Palmarès
- 5 Rose Bowl Italia (2015, 2016, 2017, 2018, 2021)